# Helsingborgs kommuns politiska historia

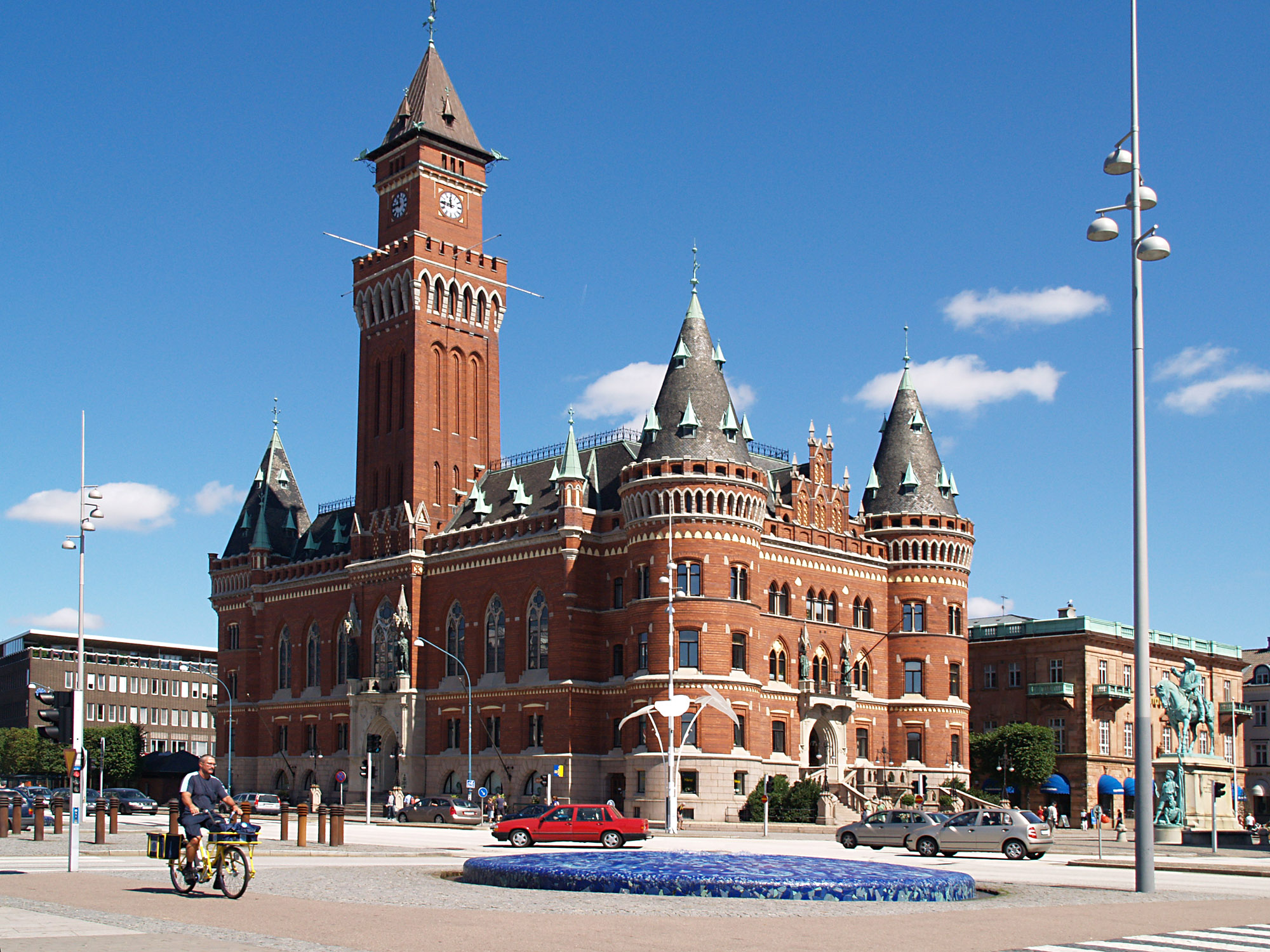
Helsingborgs rådhus.

Helsingborgs kommuns politiska historia sträcker sig från kommunreformen 1971, då Helsingborgs kommun bildade av Helsingborgs stad och landskommunerna Mörarp, Kattarp, Vallåkra och Ödåkra.

## Tiden före 1971
Det äldsta beviset för att Helsingborg haft status av stad kommer från ett gåvobrev som den danske kungen Knut den helige sände till Lunds domkyrka den 21 maj 1085. Stadens styrelse stod under denna tid underställd kungens kontroll och det stadsliga självstyret var begränsat. Under 1200-talet började däremot de danska städernas styrelse formas efter tysk modell, med ett råd, vars högsta post var borgmästarämbetet. I Helsingborg omnämns ämbetet borgmästare för första gången i en köpehandling från den 29 juni 1380, men handlingens ordval tyder på att ämbetet funnits längre än så. Rådet organiserades efter ett tag kring två borgmästare som valdes av stadens medborgare (i meningen alla män som innehade burskap), oftast bland någon av rådmännen. Rådet kunde bestå av en skiftande mängd rådmän, hur många det var i Helsingborg under medeltiden vet man inte, men under 1500- och 1600-talen bestod rådet av två borgmästare med sex rådmän. Nya rådmän valdes ut av rådet själv bland stadens borgare. Efter att Skåne blivit svenskt ersattes rådet av magistraten, vilken bestod av fyra rådmän och en borgmästare. Rådmännen valdes av borgerskapet på allmän rådstuga och innehade tjänsten fram till sin död. Dessa hade även dömande makt genom att de var ledamöter i rådhustinget.
Medan Helsingborg under medeltiden hade en egen dömande instans i bytinget, senare rådhusrätten, lydde de omgivande socknarna under Luggude härads häradsting. Politiskt var man liksom Helsingborg underställda länsmannen på Helsingborgs slott och tillhörde Helsingborgs slottslän fram till svensktiden, då dessa delar lades under Malmöhus län. Självstyret skedde mestadels genom kyrklig försorg på sockenstämmorna.

### Kommunalreformen 1862

#### Helsingborgs stad
Inför kommunalreformen 1863 hölls det första valet till det nyinrättade stadsfullmäktige den 2 december 1862 och samlade "en stor del av stadens invånare". Det hade beslutats att antalet ledamöter i fullmäktige skulle uppgå till 26 och att dessa skulle sitta i perioder om fyra år, men halva fullmäktige skulle väljas om vartannat år.  Rösträttbestämmelserna utformades på riksplan och utformades så att antalet röster en person kunde ha bestämdes efter hur mycket man betalade i skatt. Detta betydde alltså att de som inte betalade någon skatt inte heller hade någon rösträtt. Samtidigt kunde mycket välbärgade personer inneha flera röster, dock högst 1/20 av det totala antalet röster. Detta justerades 1869 till högst 1/50 eller maximalt 100 röster. Rösträttssystemet kritiserades av chefredaktören för den liberala tidningen Öresunds-Posten, F.T. Borg, som pekade på hur stadsfullmäktige mest utgjordes av stadens mer välbärgade medlemmar, medan hantverkare, kroppsarbetare och mindre handelsmän praktiskt taget saknade representation. Det fanns dock de i fullmäktige som ansåg att alla yrkesgrupper borde ha representation i stadens styrande organ. Bland annat konsul Oscar Trapp, som i samarbete med stadens arbetarrörelse lyckades få träarbetaren Carl Johansson invald i fullmäktige vid ett fyllnadsval 1899.
Inför valet 1910 infördes proportionella val. Skalan för hur många röster en person kunde inneha justerades också så en röstberättigad fick en röst per beskattade 100 kronor upp till 2 000 kronor, varefter ökningstakten minskades till en röst per 500 kronor. Som resultat av valreformen tredubblade Socialdemokraterna sina mandat i fullmäktige, men den konservativa majoriteten rubbades inte. Dock krävde den nya kommunalreformen kvalificerad majoritet (2/3) för att ta beslut i ekonomiska frågor. Detta hade de konservative efter valet 1910, men vid valet 1912 försvann den. Några större förändringar av mandatfördelningen i fullmäktige skedde sedan inte fram till införandet av den allmänna rösträtten.
När den allmänna rösträtten i Sverige med lika rösträtt för både kvinnor och män infördes ökade antalet röstberättigade avsevärt inför kommunalvalet i Helsingborg 1919. I valet blev Socialdemokraterna det största partiet, men Högern och Liberalerna fick tillsammans majoriteten med en mandats marginal. Regeln om kvalificerad majoritet gjorde däremot att partierna var tvungna att samarbeta i flera frågor. Genom valet 1920 fick Socialdemokraterna majoritet i fullmäktige och denna behöll man fram till valet 1976. Vid nästa val infördes att hela fullmäktige valdes om samtidigt. Vid valet 1934 började de ideologiska motsättningarna från Kontinentaleuropa göra sig påminda i Helsingborg. I detta val deltog det ur Högern utbrutna Medborgarförbundet, som kom att bli mycket kontroversiellt då det var klart inspirerat av de idéer om nationalism och folkgemenskap som framkommit inom nationalsocialismen. Medborgarförbundet fick i valet fem mandat, mestadels på Högerns bekostnad. Vid valen 1938 och 1942 uppnådde Socialdemokraterna egen kvalificerad majoritet. Inför valet 1942 deltog Bondeförbundet för första gången, dock utan att ta några mandat. Inför valet 1950 uppgick Medborgarförbundet åter i Högern. Opinionen i Helsingborg följde till största delen den i resten av Sverige, med undantag från att Bondeförbundet, senare Centerpartiet, inte nådde något genomslag i staden. Först efter kommunsammanslagningen 1971 kom partiet att bli representerat i fullmäktige, då med 10 mandat.

#### Raus landskommun
Raus hade en någorlunda jämn ekonomisk struktur och inga enstaka röstberättigade hade så stor förmögenhet att de ensamma kunde inneha över hälften av alla röster på stämman. År 1871 krävdes det 52 röstberättigade för att uppnå över 50 % av rösterna på stämman, även om dessa personer endast utgjorde 10,1 % av det totala antalet röstberättigade. Bland de med flest röster märks mestadels skeppare från Råå.
I takt med att industrierna i Raus plantering byggdes ut kom arbetarbefolkningen här att växa sig allt större och därmed kom även Socialdemokraterna att öka i storlek i kommunen, särskilt efter valreformen 1910 då antalet röster en enskild person kunde inneha reducerades. Raus kom att bli en av de partipolitiskt mest delade kommunerna i trakten. De borgerliga i kommunen, Högern och Liberalerna, ställde i omröstningarna upp med gemensam lista, medan Socialdemokraterna hade en egen. Trots den växande arbetarrörelsen behöll de borgerliga makten i kommunalnämnden fram till inkorporeringen. Efter inrättandet av kommunalfullmäktige kom detta att delas jämnt mellan de två sidorna i samtliga val. Voteringarna om ordföranden slutade därför lika och denne fick utses genom lottning inför varje nytt år. Denna post blev viktig då ordföranden hade den utslagsgivande rösten vid jämna voteringar. I lottningen vann den socialdemokratiske kandidaten år 1914, medan den liberale motkandidaten vann de två efterföljande åren. Det sista året innan inkorporeringen vann den borgerliga kandidaten däremot voteringen med en röst och ingen lottning behövde därför utföras. Raus landskommun inkorporerades i Helsingborgs stad den 1 januari 1918.

## Mandattabell i Helsingsborgs kommun, valen 1970–2022
|  | 40 | 10 | 14 | 15 |

| 70 | 11 |

|  | 31 | 12 | 7 | 13 |

| 53 | 12 |

|  | 30 | 3 | 12 | 6 | 13 |

| 50 | 15 |

|  | 29 | 7 | 8 | 19 |

| 44 | 21 |

|  | 31 |  | 6 | 4 | 20 |

| 43 | 22 |

|  | 29 |  | 4 | 10 | 18 |

| 38 | 27 |

|  | 29 | 6 | 4 | 8 | 16 |

| 42 | 23 |

|  | 23 |  |  |  |  |  | 8 | 4 | 18 |

| 39 | 26 |

|  | 32 | 3 |  |  | 5 | 20 |

| 34 | 31 |

| 7 | 22 | 3 | 6 | 4 | 4 | 19 |

| 39 | 26 |

| 4 | 27 |  | 3 | 7 | 5 | 17 |

| 40 | 25 |

|  | 22 | 3 | 3 | 6 |  | 6 | 3 | 19 |

| 41 | 24 |

|  | 20 | 6 | 8 | 5 |  | 23 |

| 38 | 27 |

| 3 | 19 | 6 | 10 |  | 4 |  | 19 |

| 37 | 28 |

| 3 | 19 | 3 | 13 | 3 | 3 | 3 | 18 |

| 38 | 27 |

| 4 | 20 |  | 14 | 3 | 3 | 3 | 16 |

| 33 | 32 |

## Ledande politiker i Helsingborgs kommun (1971-)

### Kommunfullmäktige
Ordförande
- Gunnar Nordqvist (S), 1971–1973
- Stig Jerker Svensson (S), 1974–1976
- Arne Larsson (FP), 1977–1982
- Stig Blixt (S), 1983–1985
- Arne Larsson (FP), 1986–1988
- Inger Andersson (S), 1989–1991
- Folke Straube (FP), 1991–1994
- Inger Andersson Sjöstedt (S), 1995–1998
- Carin Wredström (M), 1999–2001
- Sven Borgvald (M), 2002
- Ann Arleklo (S), 2003–2006
- Carin Wredström (M), 2006–2014
- Mats Sander (M), 2014–

### Kommunstyrelsen
Ordförande
- Börje Skarstedt (S), 1971–1973
- William Björk (S), 1974–1976
- Ella Tengbom-Velander (M), 1977–1982
- Birger Håkansson (S), 1983–1985
- Ella Tengbom-Velander (M), 1986–1988
- Birger Håkansson (S), 1989–1991
- Jerker Swanstein (M), 1992–1994
- Britta Rundström (S), 1995–1998
- Björn O. Anderberg (M), 1999–2001
- Carin Wredström (M), 2002
- Tomas Nordström (S), 2003–2006
- Peter Danielsson (M), 2006–2022
- Christian Orsing (M), 2022–